# Elini Dimoutsos
Elini Charalambos Dimoutsos [eliny dimutsos] (řecky Ελίνι Χαράλαμπος Δημούτσος; * 18. června 1988 nebo 18. srpna 1988, Lushnjë, Albánie) je řecký fotbalový záložník a reprezentant, v současné době hraje v klubu Asteras Tripolis FC.
Na klubové úrovni hrál mimo Řecko v České republice, kde hostoval v roce 2011 v klubu FK Mladá Boleslav.

## Reprezentační kariéra
Zúčastnil se Mistrovství Evropy hráčů do 19 let 2007 v Rakousku, kde mladí Řekové vybojovali stříbrné medaile (ve finále podlehli Španělsku 0:1).
V A-mužstvu Řecka debutoval 15. 8. 2012 v přátelském zápase v Oslu proti týmu Norska (výhra 3:2). Je to jeho jediný start v řeckém národním týmu (k září 2015).